# Robert Benoist

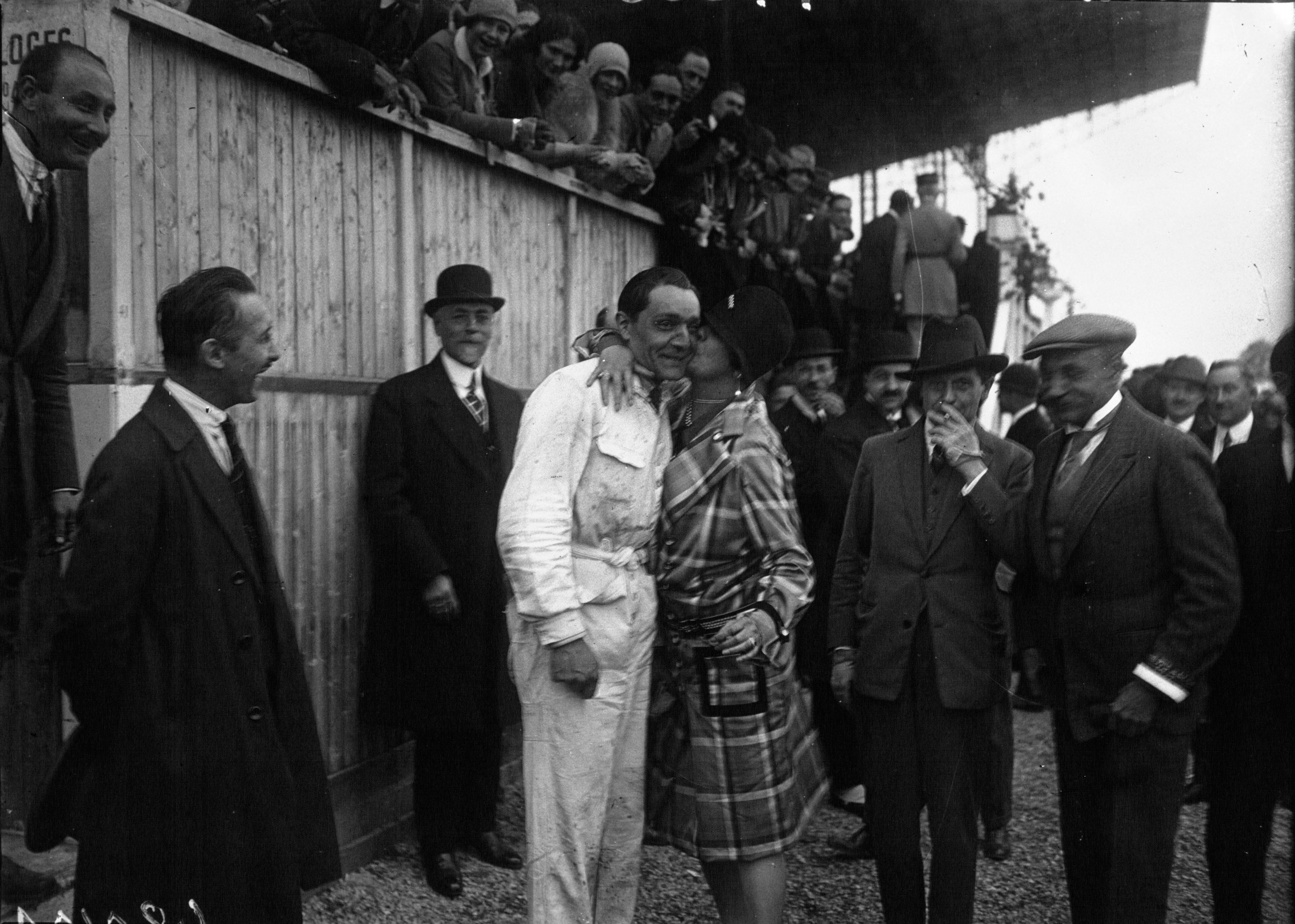
Robert Benoist beim Großen Preis von Frankreich 1927

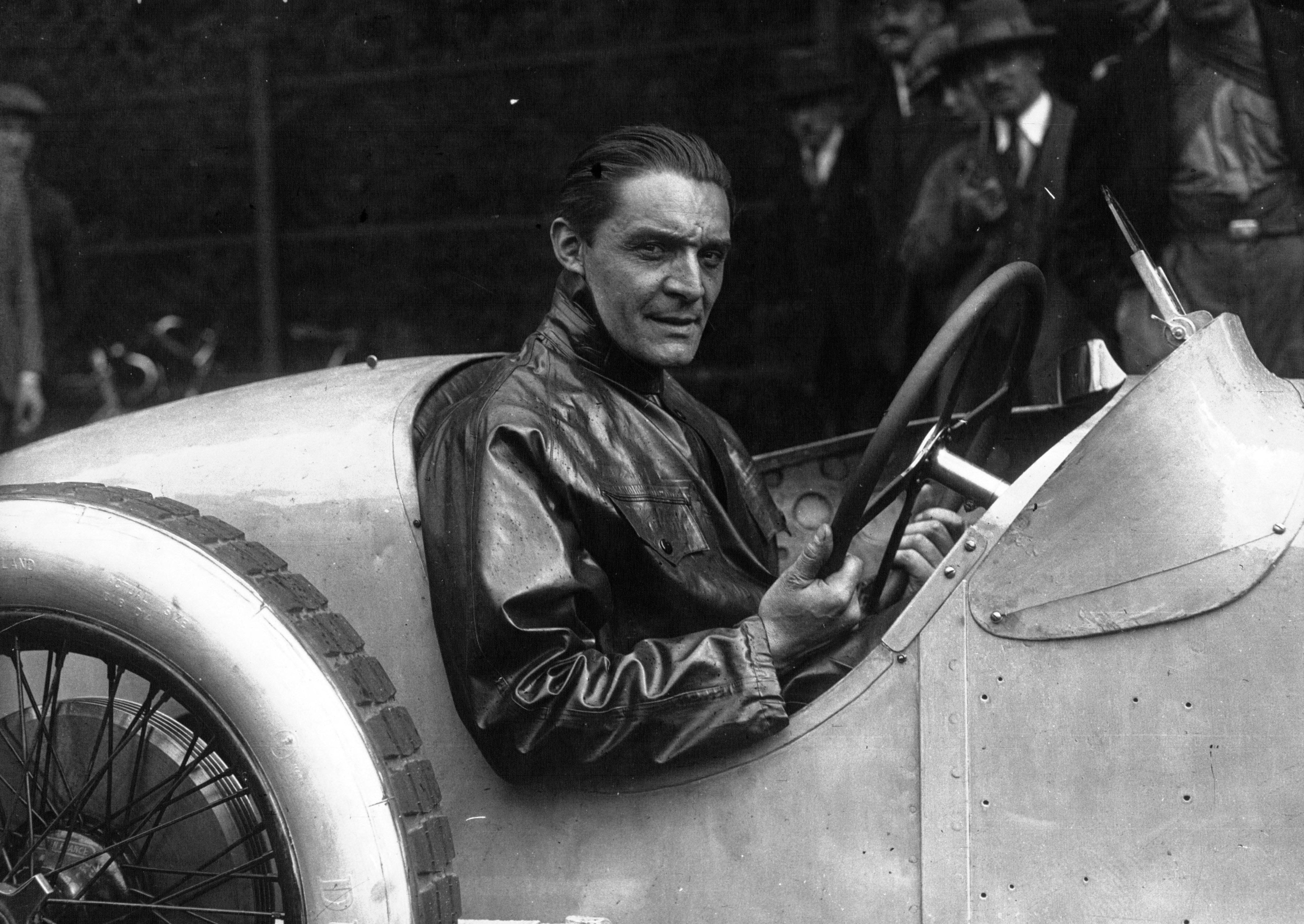
Robert Benoist im Delage, 1927 in Monza

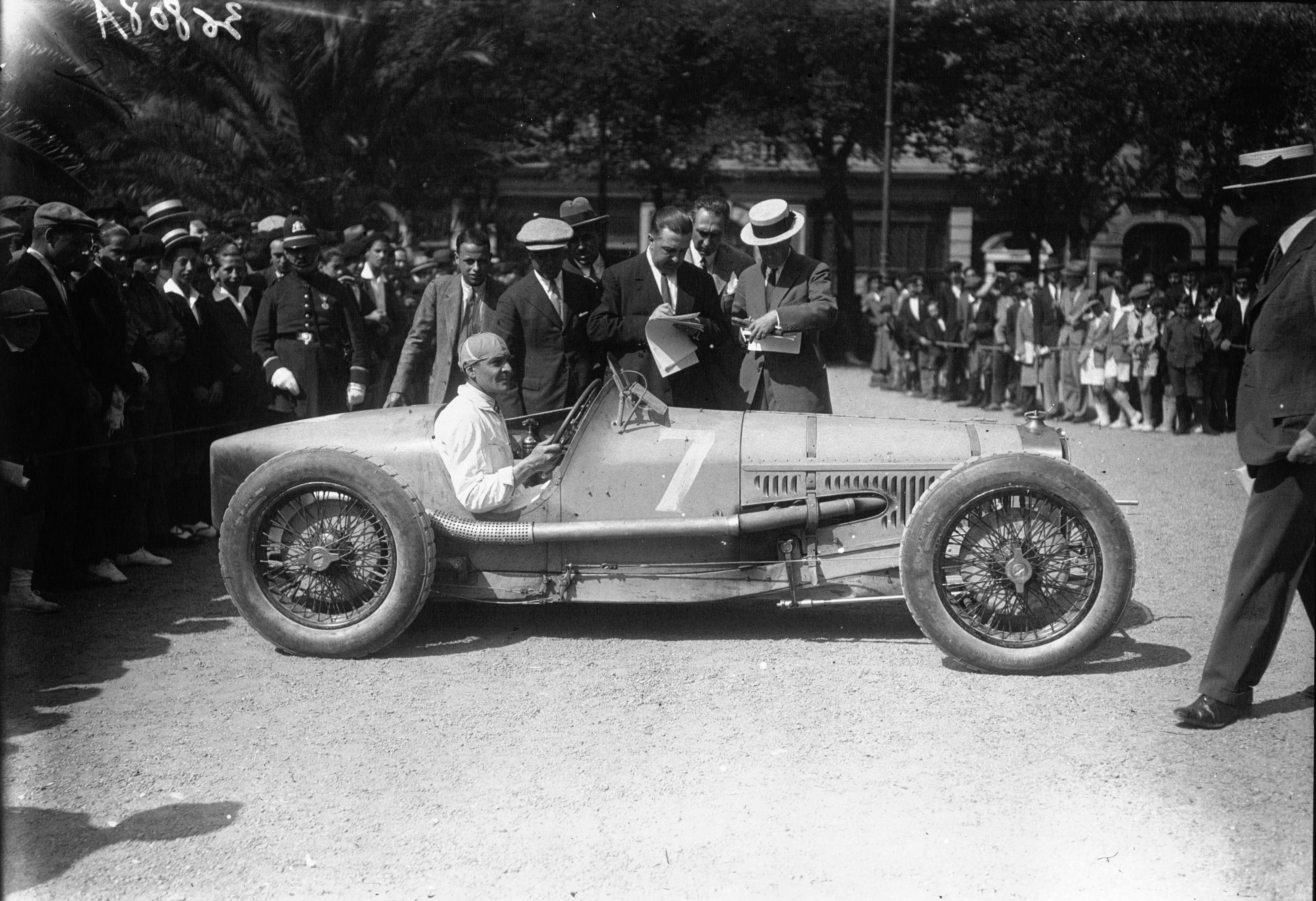
Robert Benoist am Steuer eines Delage Type 15 S 8; beim Gran Premio de San Sebastián 1926

Marcel Charles Robert Benoist (* 20. März 1895 in Auffargis, Département Seine-et-Oise; † 11. September 1944 im Konzentrationslager Buchenwald) war ein französischer Automobilrennfahrer und Kriegsheld der Résistance.

## Erster Weltkrieg
Robert Benoist kam als Sohn des Jagdaufsehers von Henri de Rothschild zur Welt. Seine Kinder- und Jugendjahre verbrachte er auf dem Anwesen der Rothschilds. Im Ersten Weltkrieg diente er vorerst im 131. Infanterieregiment der französischen Armee und wurde 1915 Kampfflieger. Benoist blieb bis zur Demobilisierung 1919 in der Armee und war in den letzten beiden Jahren als Fluglehrer tätig.

## Karriere im Motorsport
1920 begann Benoists Karriere im internationalen Motorsport. Nach einer Zeit als Testfahrer bei De Marçay fuhr er seine ersten Rennen mit Cyclecars von Salmson. 1924 wurde er Werksfahrer bei Delage und gewann 1925 gemeinsam mit Albert Divo den Großen Preis von Frankreich auf der Rennstrecke von Montlhéry.
1927 stieg Benoist zum bestimmenden Fahrer der Grand-Prix-Rennen auf und hatte maßgeblichen Anteil am Weltmeistertitel von Delage. Der Franzose feierte vier Grand-Prix-Siege; neben dem erneuten Triumph beim französischen Rennen gewann er die Großen Preise von Italien, Großbritannien und Spanien. Dafür erhielt eine der höchsten französischen Auszeichnungen, Chevalier de la Légion d’honneur.
Nach dem Rückzug von Delage Ende 1927 stand Benoist ohne Werksvertrag da und seine Renneinsätze wurden weniger. Erwähnenswert ist der Gesamtsieg beim 24-Stunden-Rennen von Spa-Francorchamps 1929 mit Attilio Marinoni auf einem Alfa Romeo 6C 1750SS. Ende des Jahres 1934 erklärte er dann seinen Rücktritt vom Rennsport, um bei Bugatti die Position eines Rennleiters für die Einsätze beim 24-Stunden-Rennen von Le Mans zu übernehmen. 1937 griff er dabei auch noch einmal selbst ins Lenkrad und gewann prompt gemeinsam mit Jean-Pierre Wimille die Gesamtwertung.

## Zweiter Weltkrieg
Über Jean-Pierre Wimille lernte er Ende der 1930er-Jahre einen weiteren französischen Grand-Prix-Fahrer näher kennen, der zu einem engen Freund von ihm wurde; William Grover-Williams. Nach dem Ausbruch des Zweiten Weltkriegs und der Okkupation großer Teile Frankreichs durch die Truppen der deutschen Wehrmacht, flüchteten die drei Franzosen nach England. Dort wurden sie Mitglieder des Special Operations Executive und kehrten nach ihrer Ausbildung nach Frankreich zurück um die Résistance zu unterstützen. Innerhalb der britischen Armee wurde Benoist als Hauptmann geführt. Er und Grover-Williams brachten Waffen, die in der Nähe von Rambouillet von der Royal Navy eingeflogen wurden, in sein eigenes Haus um sie dort zu lagern. Beide beteiligten sich auch an Sabotage-Aktionen in der näheren Umgebung von Paris.

## Tod in Buchenwald
Als die Pariser Zelle der Résistance im Juni 1943 aufflog, wurden auch Grover-Williams und Benoist von der Gestapo verhaftet. Während Grover-Williams nach Sachsenhausen gebracht und hingerichtet wurde, gelang Robert Benoist knapp nach seiner Verhaftung die Flucht. Auf dem Weg ins Gestapohauptquartier von Paris sprang er aus dem fahrenden Wagen und enteilte unerkannt. Über Umwege gelangte er nach England. 1944 kehrte er erneut nach Frankreich zurück und wirkte in der Nähe von Nantes, gemeinsam mit der Agentin Denise Bloch.
Am 18. Juni 1944 wurde er zum zweiten Mal verhaftet und sofort ins KZ Buchenwald überstellt, wo er am 11. September 1944 hingerichtet wurde.
Nach dem Krieg wurde dem Franzosen eine Fülle an posthumen Ehrungen zu Teil. Eine Straße seiner Heimatstadt wurde nach ihm benannt sowie Tribünen an den Rennstrecken von Reims und Le Mans. In der Gedenkstätte des Brookwood Cemetery hängt seine Ehrenplakette. In seinem Werk The Grand Prix Saboteurs behauptet der britische Autor Joe Saward, Robert Benoist wäre von seinem Bruder Maurice Benoist an die Gestapo verraten worden.

## Statistik

### Le-Mans-Ergebnisse
| Jahr | Team                            | Fahrzeug          | Teamkollege         | Platzierung            | Ausfallsgrund |
| ---- | ------------------------------- | ----------------- | ------------------- | ---------------------- | ------------- |
| 1928 | Fabbrica Automobili Itala       | Itala Tipo 65 S   | Christian Dauvergne | Rang 8 und Klassensieg |               |
| 1929 | Grand Garage Saint-Didier Paris | Chrysler 75 Six   | Henri Stoffel       | Rang 6                 |               |
| 1937 | Equipe Bugatti                  | Bugatti T57G Tank | Jean-Pierre Wimille | Gesamtsieg             |               |